# LG 클래스
 LG 클래스(LG CLASS)는 LG전자가 2015년 9월 22일에 출시한 중저가 스마트폰이다. LG전자 스마트폰 최초로 풀메탈을 적용한 것이 특징이며, 전체적인 사양은 LG 밴드플레이와 비슷하다. 보급형 치고 판매 실적이 꽤 좋았는데 출시 초기에는 주간 스마트폰 판매 순위 TOP 10 진입에 성공했다. 대한민국을 제외한 해외 출시 국가에는 제로라는 이름으로 출시되었다. 홍보는 대한민국의 걸그룹 걸스데이가 맡았다.

## 운영 체제 / 소프트웨어

### 안드로이드 5.1 롤리팝
클래스는 5.1 롤리팝을 적용하여 출시되었다.

### 안드로이드 6.0 마시멜로
2016년 4월 24일, 대한민국 통신 3사의 클래스에 6.0 마시멜로가 배포되었다. 5.1 롤리팝과 크게 달라진 점은 없지만 배터리 최적화 기능이 적용되고 4자리만 지원하던 노크 코드를 6자리에서 8자리까지 선택할 수 있도록 변경되었다.

## 특수 기능

### 제스쳐 인터벌 샷
전면 카메라에서 촬영 버튼을 길게 누르거나 주먹을 빠르게 두 번 쥐면 약 2초 간격으로 사진 4장을 연속 촬영할 수 있다.
- 제스쳐 (주먹) 1번 : 1장
- 제스쳐 (주먹) 2번 : 4장 연속 (약 2초 간격)

### 롱 제스쳐 샷
손바닥을 펼쳤다가 주먹을 지면 3초 후 자동으로 사진이 찍히는 기능이다. 최대 1.5m까지 사용가능하다.

### 제스쳐 뷰어
사진 촬영 후 내려다 보는 동작을 하면 사진을 볼 수 있는 기능이다.

## 색상
- 블루 블랙
- 골드
- 실버
- 화이트 (출시 취소)